# Palms Place
Palms Place é um hotel-condomínio de 47 andares de 157 metros de altura, localizado em Paradise, Nevada, próximo à Las Vegas Strip. Ele está conectado ao Palms Casino Resort. O projeto foi anunciado em março de 2005, para capitalizar o boom de condomínios que ocorria em Las Vegas na época. A construção começou em maio de 2006, e a torre atingiu o seu topo em agosto de 2007. O Palms Place foi inaugurado em 2008, durante a Grande Recessão, e alguns compradores tiveram dificuldade para concluir a compra de suas unidades devido às más condições econômicas.

## História
O Palms Place foi anunciado por George Maloof em 2 de março de 2005, como parte de uma expansão de US $ 600 milhões do Palms resort, que foi inaugurado pela família Maloof em 2001. A torre Palms Place incluiria 599 unidades de condomínio. O projeto pretendia capitalizar o boom de condomínios que ocorria em Las Vegas na época. A construção da torre estava programada para começar em 2006. Quartos de hotel adicionais foram planejados originalmente para a propriedade até 2004, quando unidades de hotel-condomínio foram escolhidas devido à demanda por unidades residenciais.  Jerde Partnership, com sede em Los Angeles, foi o designer do Palms Place.
As unidades na torre já haviam gerado interesse do comprador antes do anúncio oficial do projeto, momento em que mais de 50 por cento das unidades foram reservadas. A base de clientes existente do Palms incluía atores, músicos e figuras do esporte interessados em comprar unidades na torre.  A maioria das unidades restantes foi vendida em alguns meses. O projeto estava inicialmente previsto para custar $ 300 milhões, embora o aumento dos custos de construção tenha levado o orçamento para $ 350 milhões. Os preços de venda aumentaram seis vezes no ano seguinte para acompanhar o aumento dos custos de construção. O projeto foi financiado pela Wells Fargo, e MJ Dean foi o empreiteiro geral. A cerimônia de lançamento da pedra fundamental ocorreu em 5 de maio de 2006, e a torre foi concluída em 10 de agosto de 2007.
Um certificado de ocupação foi emitido em fevereiro de 2008, e os primeiros moradores deveriam começar a se mudar no final do mês. As coberturas da torre ainda estavam em construção e a conclusão era esperada para maio de 2008. Os proprietários individuais tinham a opção de alugar suas unidades como quartos de hotel, com um lucro de 50%. Um grande evento de inauguração foi realizado em 31 de maio de 2008, e contou com a presença de várias celebridades, bem como George Maloof. A propriedade foi inaugurada durante a Grande Recessão . Maloof disse: "Às vezes você não pode ajudar quando abre. Você apenas tem que trabalhar duro e sobreviver. "
Em outubro de 2008, as vendas haviam sido finalizadas apenas para 342 unidades, ou 57% das 599 unidades. Devido às más condições econômicas, os compradores tiveram dificuldade em obter o crédito necessário para finalizar suas compras. Em maio de 2009, o Palms começou a oferecer assistência financeira a cerca de 150 compradores que já haviam feito os pagamentos, mas não conseguiram obter financiamento total para fechar suas compras. Na época, 370 unidades vendidas foram finalizadas.
Residentes notáveis incluem Jessica Simpson, Eminem, Paul Stanley, Hulk Hogan, e Floyd Mayweather Jr. Era propriedade de Phil Maloof a cobertura do Palms Place, que ele colocou à venda em 2014, a um custo de US $ 38 milhões. A compra incluiria obras de arte de Pablo Picasso e Salvador Dalí. Depois de meses sem comprador, Maloof decidiu incluir um Lamborghini Huracán como parte da compra. O Muleseum,uma  suite de 120 m² dedicada ao coquetel de Moscow mule, foi estreada em março de 2018. A suíte incluía um bar com diversas variações da bebida disponíveis.
Maloof colocou sua cobertura no mercado novamente em 2019, com um preço de lista de US $ 15 milhões. Turnkey Pads, uma empresa de propriedades de férias, comprou a cobertura no final daquele ano por $ 12,5 milhões, tornando-a a venda de condomínio em arranha-céus mais cara da história de Las Vegas. Turnkey gastou US $ 1 milhão para renovar a cobertura e adicionar um heliporto. A empresa começou a alugar a cobertura em dezembro de 2019, com preços que variam de $ 5.000 a $ 25.000 por noite. Turnkey também possuía e gerenciava aproximadamente 100 outras unidades na Palms Place.